# 上柯尼希山麓米尔巴赫
上柯尼希山麓米尔巴赫是奥地利萨尔茨堡州蓬高地区圣约翰县的一个市镇。总面积51.5平方公里，总人口1629人，人口密度31.6人/平方公里（2001年）。